# Global StarCraft II League
Global StarCraft II League (сокр. GSL) — корейская киберспортивная лига по StarCraft II, проводимая с 2010 года. Организатор — стриминговая платформа AfreecaTV (до 2016 года — телеканал GOMTV).

## История

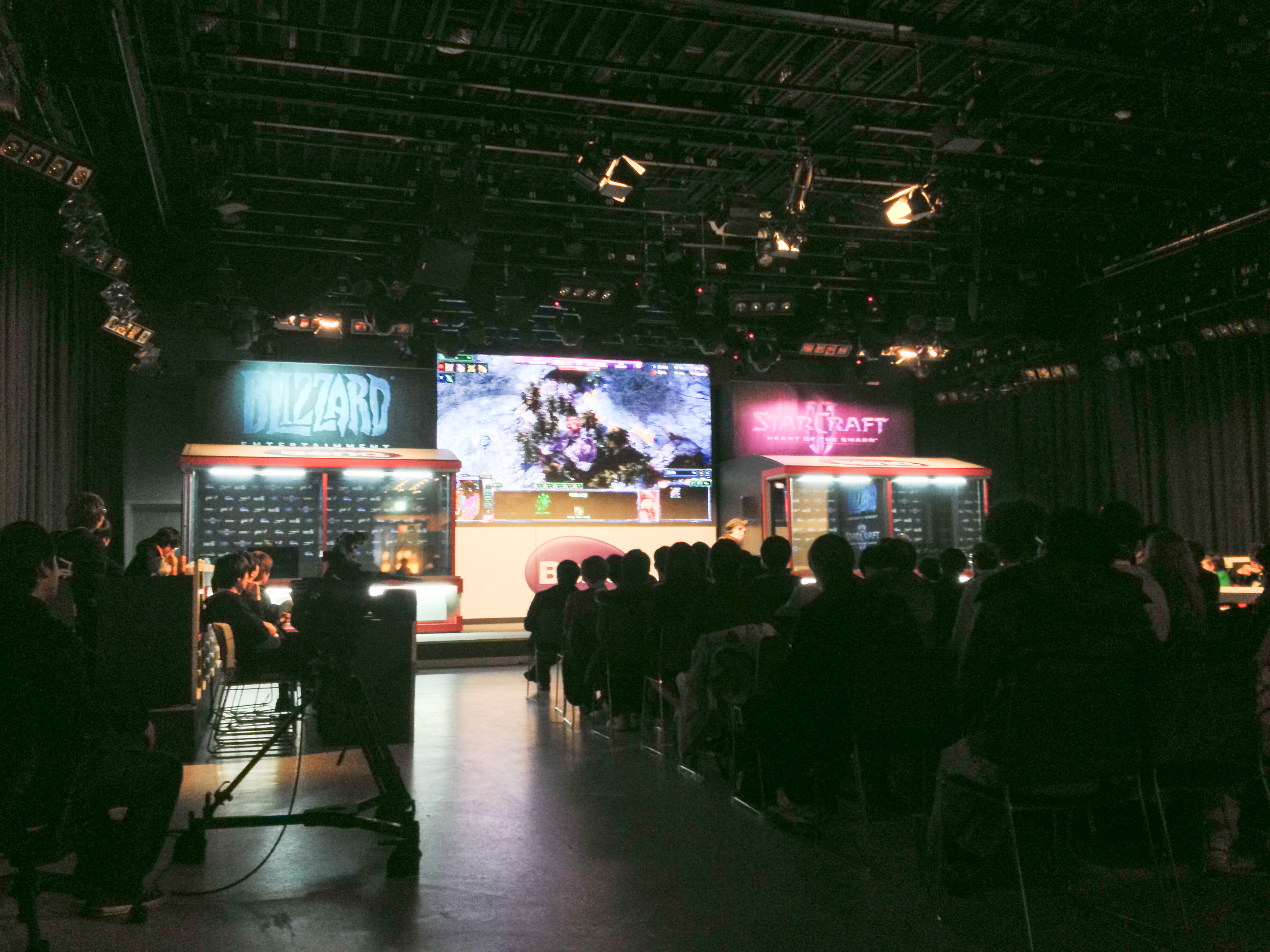
Студия GOMTV в Каннамгу.

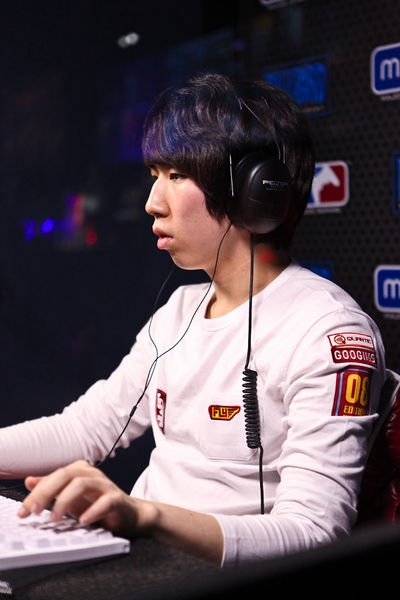
Чон «Mvp» Джон Хён — первый четырёхкратный чемпион GSL

После выхода StarCraft II компании Blizzard Entertainment не удалось договориться с корейской киберспортивной ассоциацией KeSPA о переходе со StarCraft: Brood War на новую дисциплину. 26 мая 2010 года Blizzard заключили трёхлетнее соглашение с каналом GOMTV, согласно которому канал признавал эксклюзивные авторские права разработчика, а взамен получал эксклюзивные права на трансляцию соревнований по StarCraft II в Республике Корея.
В 2010 году GOMTV провела три открытых чемпионата Global StarCraft II League (GSL) с призовым фондом около 170 тысяч долларов США каждый. В качестве англоязычных комментаторов были приглашены Николас «Tasteless» Плотт и Дэниел «Artosis» Стемкоски. В квалификациях могли участвовать все желающие, и в первом турнире приняло участие почти 2000 игроков, в том числе некорейских — например, студенты, учащиеся в Сеуле. Также в турнире принял участие сам Artosis, игравший за расу зергов, однако он не прошёл далеко. Победителем первого турнира стал корейский зерг Ким «FruitDealer» Вон Ги.
Популярность первых турниров привлекла в игру крупных инвесторов. Такие компании, как Sony Ericsson, Intel, Pepsi и Coca-Cola начали спонсировать турниры GSL. На основе трёх открытых чемпионатов 2010 года был составлен рейтинг игроков. 32 лучших игрока 2010 года сформировали дивизион «Code S», а 64 следующих за ними — дивизион «Code A». С 2011 года GOMTV начала проводить сезоны из двух турниров, раздельно для дивизионов Code S и Code A. Во время сезона худшие игроки Code S переходили в Code A и начинали играть на турнире этого дивизиона. В конце сезона лучшие игроки Code A занимали освободившиеся места в Code S, а худшие игроки Code A выбывали из GSL, их места разыгрывались на открытых квалификациях.
GOMTV пыталась вывести GSL на международную арену и рассылала прямые приглашения западным игрокам — таким, как Пайям «ТТ1» Тогьян и Алексей «White-Ra» Крупник. Кроме того, поскольку Tasteless и Artosis были вынуждены комментировать турниры 6 дней в неделю и работали на износ, GOMTV наняла дополнительных комментаторов, которые были отрицательно приняты фанатами. Так, в интернете развернулась травля сингапурской комментаторки Келли «kellyMILKIES» Онг, комментировавшей второстепенные матчи дивизиона Code A и говорившей на английском с сильным акцентом, который не всегда понимали зрители. Работники GOMTV не учитывали акценты при найме комментаторов, ограничившись знанием о том, что в Сингапуре говорят на английском. Проработав около месяца, Келли уволилась из GOMTV.
В 2013 году Global StarCraft II League вошла в систему StarCraft II World Championship Series (WCS), организуемую Blizzard Entertainment. В рамках этой системы мир был разделён на три региона — Америка, Европа и Корея, в каждом из которых проводились официальные турниры. В Корее такими турнирами стала GSL а в Европе и Америке компания Blizzard организовала собственные турниры по аналогичной системе. Участие на этих турнирах приносило киберспортсменам рейтинговые очки, а в конце года киберспортсмены, набравшие наибольшее количество очков, приглашались на чемпионат мира.
В 2015 году телекомпания SPOTV при поддержке Blizzard организовала вторую премьерную корейскую лигу (StarCraft II StarLeague), призванную компенсировать низкое число сторонних турниров в корейском регионе, не входящих в систему WCS, но приносящих рейтинговое очки.
С 2016 года GSL проводит корейская стриминговая платформа AfreecaTV. В 2017 году был упразднён дивизион Code A — на GSL остались только квалификации и Code S.

## Global StarCraft II Team League

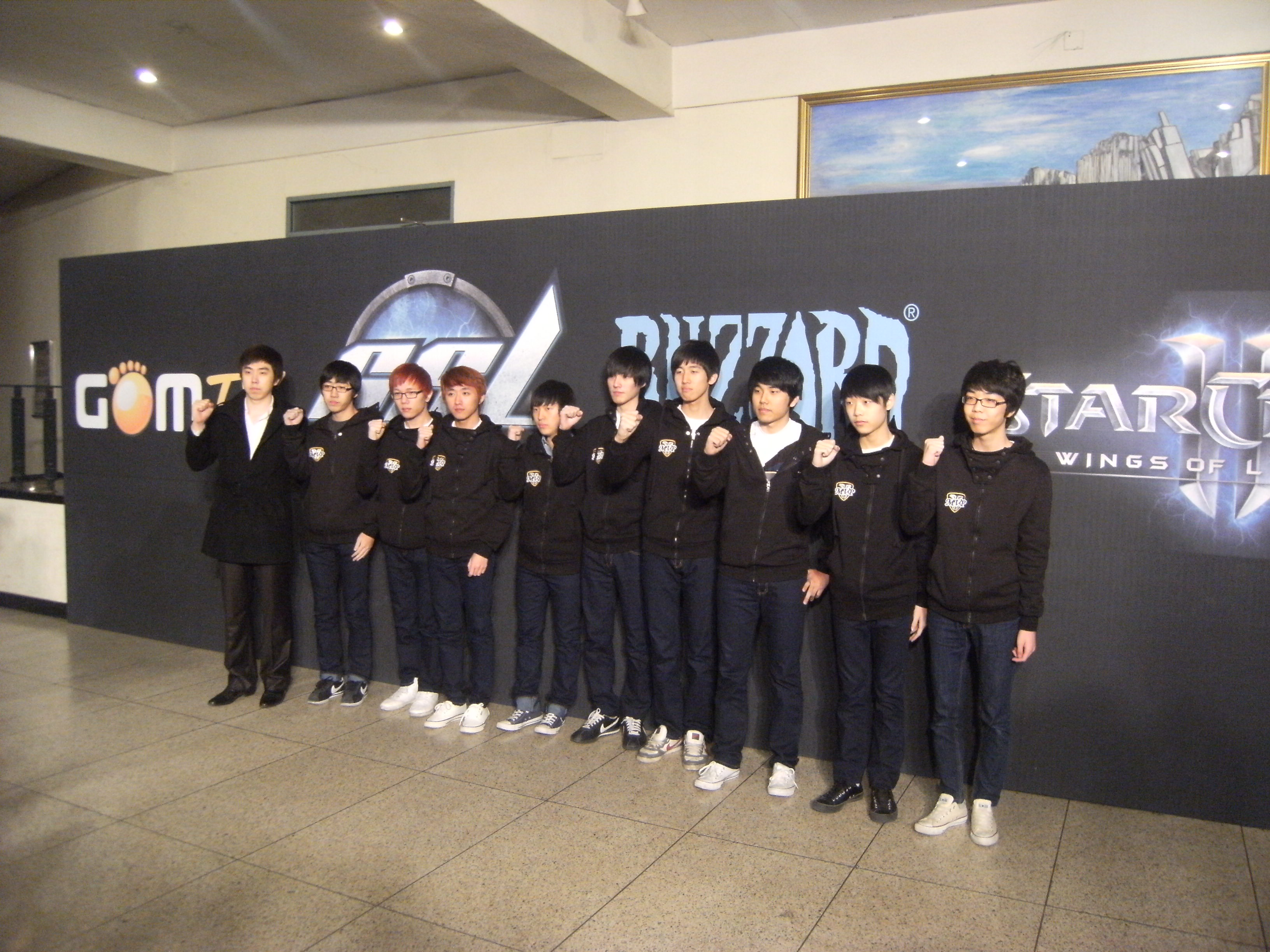
Команда MVP — победители первого сезона GSTL 2011 года

С 2011 года GOMTV также проводила командную лигу Global StarCraft II Team League (GSTL). Она была закрыта в сентябре 2013 года.

## Результаты
| Турнир                                   | Победитель                   | Счёт | Второе место                | Источник |
| ---------------------------------------- | ---------------------------- | ---- | --------------------------- | -------- |
| 2010 StarCraft II Open Season 1          | Ким «FruitDealer» Вон Ги (з) | 4:1  | Ким «Rainbow» Сон Джэ (т)   | [ 12 ]   |
| 2010 StarCraft II Open Season 2          | Лим «NesTea» Джэ Док (з)     | 4:3  | Ли «MarineKing» Чан Хун (т) | [ 1 ]    |
| 2010 StarCraft II Open Season 3          | Чан «MC» Мин Чхоль (п)       | 4:1  | Джон «Rain» Юн Йонг (т)     | [ 1 ]    |
| 2011 Global StarCraft II League Jan.     | Чон «Mvp» Джон Хён (т)       | 4:0  | Ли «MarineKing» Чан Хун (т) | [ 1 ]    |
| 2011 Global StarCraft II League Mar.     | Чан «MC» Мин Чхоль (п)       | 4:1  | Пак «July» Сон Чжун (з)     | [ 1 ]    |
| 2011 Global StarCraft II League May      | Лим «NesTea» Джэ Док (з)     | 4:0  | Сон «InCa» Джун Гю (п)      | [ 2 ]    |
| 2011 Global StarCraft II League July     | Лим «NesTea» Джэ Док (з)     | 4:0  | Хван «LosirA» Кан Хо (з)    | [ 2 ]    |
| 2011 Global StarCraft II League August   | Чон «Mvp» Джон Хён (т)       | 4:1  | Ким «TOP» Джун Ху (т)       | [ 2 ]    |
| 2011 Global StarCraft II League Oct.     | Мун «MMA» Сон Вон (т)        | 4:1  | Чон «Mvp» Джон Хён (т)      |          |
| 2011 Global StarCraft II League Nov.     | Юн «jjakji» Джи Хёк (т)      | 4:2  | Ли «Leenock» Дун Нён (з)    | [ 1 ]    |
| 2012 Global StarCraft II League Season 1 | Пак «DongRaeGu» Су Хо (з)    | 4:2  | Юнг «Genius» Мин Су (п)     | [ 1 ]    |
| 2012 Global StarCraft II League Season 2 | Чон «Mvp» Джон Хён (т)       | 4:3  | Пак «Squirtle» Хён У (п)    | [ 13 ]   |
| 2012 Global StarCraft II League Season 3 | Ан «Seed» Санг Вон (п)       | 4:1  | Чан «MC» Мин Чхоль (п)      | [ 2 ]    |
| 2012 Global StarCraft II League Season 4 | Ли «Life» Сын Хён (з)        | 4:3  | Чон «Mvp» Джон Хён (т)      |          |
| 2012 Global StarCraft II League Season 5 | Квон «Sniper» Тхэ Хун (з)    | 4:3  | Ко «HyuN» Сок Хён (з)       |          |
| 2013 Global StarCraft II League Season 1 | Син «RorO» Но Ёль (з)        | 4:2  | Кан «Symbol» Дон Хён (з)    |          |
| 2013 WCS Season 1 Korea GSL              | Ким «Soulkey» Мин Чул (з)    | 4:3  | Ли «INnoVation» Син Хён (т) | [ 14 ]   |
| 2013 WCS Season 3 Korea GSL              | Бек «Dear» Дон Джун (п)      | 4:2  | О «soO» Юн Су (з)           | [ 15 ]   |
| 2014 Global StarCraft II League Season 1 | Джу «Zest» Сон Вук (п)       | 4:3  | О «soO» Юн Су (з)           | [ 16 ]   |
| 2014 Global StarCraft II League Season 2 | Ким «Classic» Дох У (п)      | 4:2  | О «soO» Юн Су (з)           | [ 17 ]   |
| 2014 Global StarCraft II League Season 3 | Ли «INnoVation» Син Хён (т)  | 4:2  | О «soO» Юн Су (з)           | [ 18 ]   |
| 2015 Global StarCraft II League Season 1 | Ли «Life» Сын Хён (з)        | 4:3  | Вон «PartinG» Ли Сак (п)    | [ 19 ]   |
| 2015 Global StarCraft II League Season 2 | Чжон «Rain» Юн Чжон (п)      | 4:1  | Хан «ByuL» Джи Вон (з)      | [ 20 ]   |
| 2015 Global StarCraft II League Season 3 | Ли «INnoVation» Син Хён (т)  | 4:2  | Хан «ByuL» Джи Вон (з)      | [ 21 ]   |
| 2016 Global StarCraft II League Season 1 | Джу «Zest» Сон Вук (п)       | 4:2  | Чон «TY» Тае Янг (т)        | [ 22 ]   |
| 2016 Global StarCraft II League Season 2 | Пён «ByuN» Хён У (т)         | 4:1  | Ким «sOs» Ю Джин (п)        | [ 23 ]   |
| 2017 Global StarCraft II League Season 1 | Ким «Stats» Дэ Ёп (п)        | 4:2  | О «soO» Юн Су (з)           | [ 24 ]   |
| 2017 Global StarCraft II League Season 2 | Кох «GuMiho» Бён Джэ (т)     | 4:2  | О «soO» Юн Су (з)           | [ 25 ]   |
| 2017 Global StarCraft II League Season 3 | Ли «INnoVation» Син Хён (т)  | 4:3  | Ким «sOs» Ю Джин (п)        | [ 26 ]   |
| 2018 Global StarCraft II League Season 1 | Чо «Maru» Сон Чу (т)         | 4:2  | Ким «Stats» Дэ Ёп (п)       | [ 27 ]   |
| 2018 Global StarCraft II League Season 2 | Чо «Maru» Сон Чу (т)         | 4:0  | Джу «Zest» Сон Вук (п)      | [ 28 ]   |
| 2018 Global StarCraft II League Season 3 | Чо «Maru» Сон Чу (т)         | 4:3  | Чон «TY» Тае Янг (т)        | [ 29 ]   |
| 2019 Global StarCraft II League Season 1 | Чо «Maru» Сон Чу (т)         | 4:2  | Ким «Classic» Дох У (п)     | [ 30 ]   |
| 2019 Global StarCraft II League Season 2 | Пак «Dark» Риюнг У (з)       | 4:2  | Чо «Trap» Сон Хо (п)        | [ 31 ]   |
| 2019 Global StarCraft II League Season 3 | Ли «Rogue» Бён Рёль (з)      | 4:0  | Чо «Trap» Сон Хо (п)        | [ 32 ]   |
| 2020 Global StarCraft II League Season 1 | Чон «TY» Тхэ Ян (т)          | 4:0  | Ким «Cure» До Вук (т)       |          |
| 2020 Global StarCraft II League Season 2 | Ли «Rogue» Бён Рёль (з)      | 4:1  | Ким «Stats» Дэ Ёп (п)       |          |
| 2020 Global StarCraft II League Season 3 | Чон «TY» Тхэ Ян (т)          | 4:2  | Чо «Maru» Сон Чу (т)        |          |
| 2021 Global StarCraft II League Season 1 | Ли «Rogue» Бён Рёль (з)      | 4:1  | Чо «Maru» Сон Чу (т)        |          |
| 2021 Global StarCraft II League Season 2 | Пак «Dark» Риюнг У (з)       | 4:1  | Чо «Trap» Сон Хо (п)        |          |
| 2021 Global StarCraft II League Season 3 | Ким «Cure» До Вук (т)        | 4:2  | Джу «Zest» Сон Вук (п)      |          |
| 2022 Global StarCraft II League Season 1 | Ли «Rogue» Бён Рёль (з)      | 4:2  | Чан «Creator» Хён У (п)     |          |